# 张亮 (北朝)
张亮（？—？），字伯德，西河隰城（今中国山西省隰县）人，北魏、东魏、北齐官员。

## 生平
北魏尔朱兆执政期间，为平远将军。永熙二年（533年）一月，高歡派竇泰出擊北齐，一日一夜行三百里，高歡以大軍隨後，爾朱兆正在庭中宴會，突聞歡軍馳至，倉皇驚走，尔朱兆败归晋阳，又敗於韩陵山（今河南安阳市东北），高歡軍尾追不捨，襲破爾朱兆於秀榮城（今山西岚县），爾朱兆僅率張亮等數騎逃至赤谼嶺，命張亮及侍衛陈山提斬己首投降，左右不忍。遂殺所乘白馬，自縊於樹，張亮伏屍痛哭，余部皆降，高欢嘉其忠节，拜为丞相府参军事。
東魏天平年間（534年—538年），張亮為行台郎中，服事於高澄左右，遷行台右丞。东魏武定元年（543年），在高仲密叛变事件中，以功拜为太中大夫，出为幽州刺史。天保初（550年）为骠骑大将军，后转为中领军，卒於任上。

## 延伸阅读
[在维基数据编辑]
 《北齊書·卷25》，出自李百药《北齊書》
 《北史·卷055》，出自李延壽《北史》